# Blechnum colensoi
Blechnum colensoi är en kambräkenväxtart som först beskrevs av J.D. Hook., och fick sitt nu gällande namn av Elsie Maud Wakefield. Blechnum colensoi ingår i släktet Blechnum och familjen Blechnaceae. Inga underarter finns listade.

## Bildgalleri

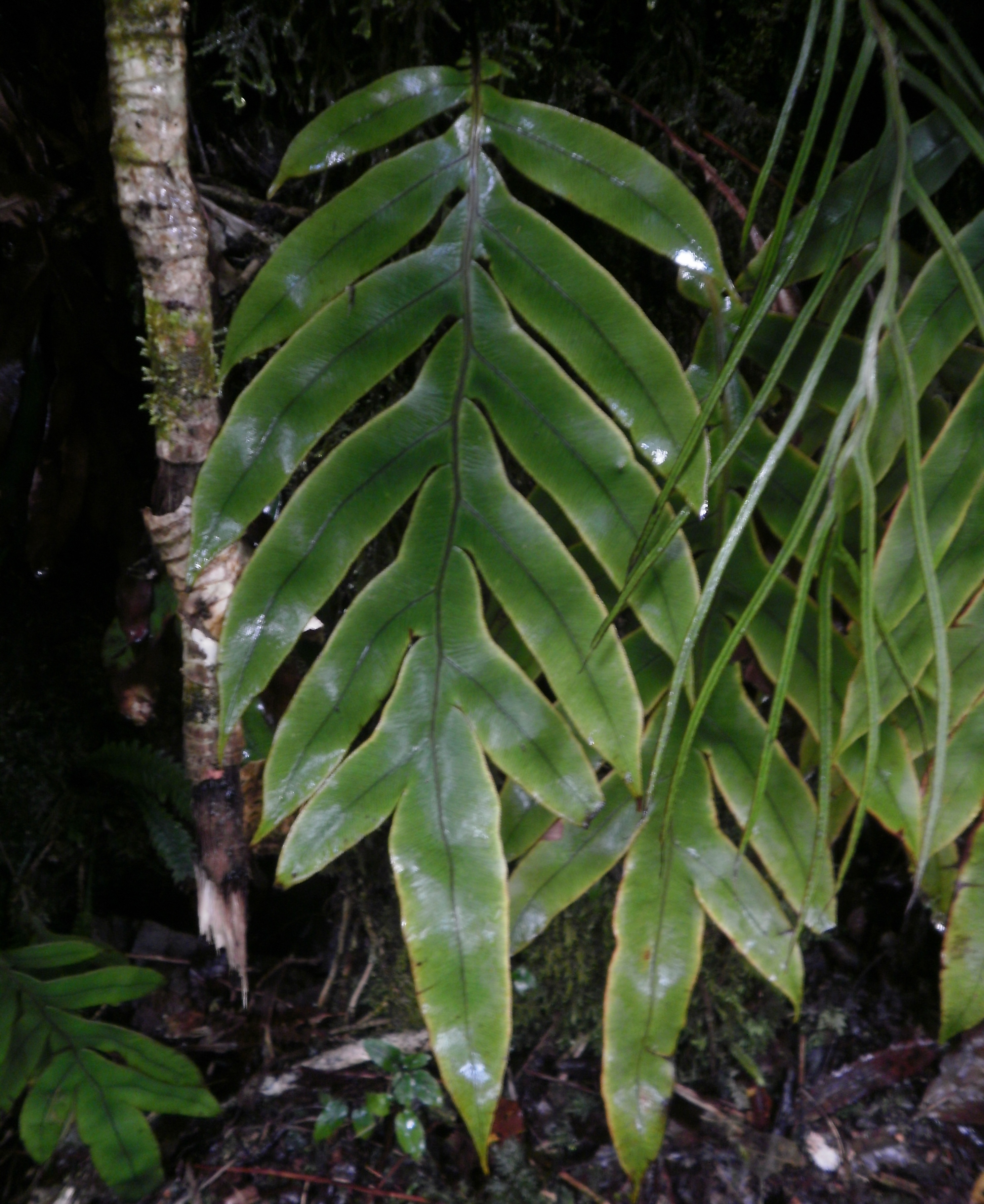